# Twinless
Twinless is een Amerikaanse zwarte filmkomedie uit 2025, geschreven, geregisseerd en mede geproduceerd door James Sweeney. De hoofdrollen worden vertolkt door Dylan O'Brien en Sweeney zelf.

## Verhaal
Twee jonge mannen beginnen een onwaarschijnlijke, seksueel intense vriendschap nadat ze elkaar ontmoeten in een steungroep voor Twinless twins (personen wiens tweelingsbroer- of zus overleden is).

## Rolverdeling
| Acteur            | Personage               |
| ----------------- | ----------------------- |
| Dylan O'Brien     | Roman / Rocky           |
| James Sweeney     | Dennis                  |
| Aisling Franciosi | Marcie                  |
| Lauren Graham     | Romans en Rockys moeder |
| Tasha Smith       | Charlotte               |
| Chris Perfetti    |                         |
| François Arnaud   |                         |
| Susan Park        | Sage                    |
| Cree Cicchino     |                         |

## Productie
In februari 2024 werd aangekondigd dat Dylan O'Brien de hoofrol zou spelen samen met James Sweeney die de film ook zou regisseren en het scenario schreef. David Permut zou produceren, met financiële steun van Three Point Capital. De distributie is in handen van Republic Pictures.

### Filmopnames
De belangrijkste filmopnames vonden plaats in Portland (Oregon) in het voorjaar van 2024.

## Release en ontvangst
Twinless ging op 23 januari 2025 in première op het Sundance Film Festival in de U.S. Dramatic Competition waar hij de publieksprijs won. De film kreeg overwegend positieve kritieken van de filmcritici, met een score van 97% op Rotten Tomatoes, gebaseerd op 37 beoordelingen.

## Prijzen en nominaties
De belangrijkste:
| Jaar | Prijs                  | Categorie                                 | Genomineerde(n) | Uitslag     |
| ---- | ---------------------- | ----------------------------------------- | --------------- | ----------- |
| 2025 | Sundance Film Festival | U.S. Grand Jury Prize: Dramatic           | James Sweeney   | Genomineerd |
| 2025 | Sundance Film Festival | U.S. Dramatic - publieksprijs             | James Sweeney   | Gewonnen    |
| 2025 | Sundance Film Festival | US Dramatic Special Jury Award for Acting | Dylan O'Brien   | Gewonnen    |